# Adam Lach
Adam Lach (ur. 1983 w Poznaniu) – polski dokumentalista, twórca wizualny, fotograf prasowy, autor książek fotograficznych i filmów dokumentalnych. Współzałożyciel agencji Napo Images, członek Press Club Polska,  i kolektywu Archiwum Protestów Publicznych i duetu artystycznego Dyba & Lach.

## Życiorys
Ukończył Akademię Fotografii Wrocławskiej Szkoły Fotografii AFA. Był współzałożycielem agencji fotograficznej Napo Images, a także wiceprezesem fundacji Napo.
W latach 2010–2012 prowadził zajęcia „Fotografia prasowa” oraz „Fotoreportaż i nowe media” na Wydziale Dziennikarstwa Uniwersytetu Warszawskiego.
Od 2012 roku współtworzy duet artystyczny Dyba & Lach z żoną, Dybą Lach, z którą realizuje projekty fotograficzne, wystawiennicze i filmowe.
W 2021 roku został nominowany do Paszportów „Polityki” w kategorii sztuki wizualne jako członek kolektywu Archiwum Protestów Publicznych.

## Twórczość

### Fotografia i reportaż
Publikował swoje zdjęcia w takich tytułach jak: The New York Times, Le Monde, The Guardian, Die Zeit, GEO, Newsweek.

### Książki fotograficzne
- Stigma (2014) – książka nagrodzona w konkursie International Photography Awards (IPA) w kategorii Self-Published Professional oraz wyróżniona Nagrodą im. Beaty Pawlak przyznawaną przez Fundację im. Stefana Batorego[4].
- Neverland – tytułu „Książka Roku” w Grand Press Photo 2017[5], wybrana również do autorskiej kolekcji książek fotograficznych Martina Parra prezentowanej w Tate Gallery[6].
- How to Rejuvenate an Eagle (Rewizje, 2020) – nominowana do nagrody Photobook of the Year w konkursach Aperture Foundation i Paris Photo, a także podczas festiwalu Les Rencontres d’Arles[7].

### Film dokumentalny
W 2024 roku, wspólnie z Dybą Lach, zrealizował pełnometrażowy debiut dokumentalny pt. Przynoszę Ci dzikość (Sowing the Seeds of the Wild). Film zdobył wyróżnienie Green Warsaw Award podczas Millennium Docs Against Gravity. Jak również wyróznienie na 53.Lubuskim Lecie Filmowym.

## Wystawy
Jego prace były prezentowane na wielu prestiżowych wystawach w Polsce i za granicą, m.in.:
- na festiwalu La Quatrième Image w Paryżu,
- podczas Biennale Sztuki w Pradze,
- na Uniwersytecie Harvarda w Cambridge,Poles Apart: Poland’s Culture Wars[10] [...]
- oraz na wystawie State of Emergency w Berlinie – największej w historii wystawie współczesnej polskiej fotografii[11].

## Nagrody i wyróżnienia
- 2005 – Grand Prix w International Reporter’s Photography Contest w Świdnicy[12]
- 2013 – Award of Excellence w konkursie Picture of the Year International[13].
- 2018 – Grand Prix Award w Grand Press Photo[14]
- 2019 – Zdjęcie Wolność ogłoszone „Ikoną Trzydziestolecia” – symbolem trzech dekad przemian w Polsce – w konkursie organizowanym przez Press Club Polska pod patronatem International Association of Press Clubs (IAPC)[15].
- 2021 – Grand Prix Award w Grand Press Photo[16]
- 2024 – Nagroda Green Warsaw Award na Millennium Docs Against Gravity za film Przynoszę Ci dzikość[17].
- 2024 – Wyróżnienie w Konkursie Filmów Dokumentalnych podczas 53. Lubuskiego Lata Filmowego (Łagów) za film Przynoszę Ci dzikość[18].

## Jury
Zasiadał w jury ogólnopolskich i międzynarodowych konkursów fotograficznych, m.in.:
- Grand Press Photo,
- Nagroda im. Krzysztofa Millera.